# José Luis Ulacia
José Luis Ulacia Idiáquez (Motrico, Guipúzcoa, España, 16 de octubre de 1938) es un exfutbolista español que se desempeñaba como guardameta.

## Clubes
| Club             | País   | Año       |
| ---------------- | ------ | --------- |
| U. D. Las Palmas | España | 1958-1971 |